# Dilar megalopterus
Dilar megalopterus är en insektsart som beskrevs av C.-k. Yang 1986. Dilar megalopterus ingår i släktet Dilar och familjen Dilaridae. Inga underarter finns listade i Catalogue of Life.